# Gordon Bennett (Künstler)
Gordon Bennett (* 8. Oktober 1955 in Monto, Queensland in Australien; † 3. Juni 2014) war ein Künstler der Aborigines und lebte und arbeitete in Brisbane. Er war ein kritischer Maler, der die koloniale und die postkoloniale Zeit der britischen Kolonisation in seinen Werken darstellte.

## Leben
Bennett erfuhr erst im Alter von 10 Jahren, dass er von den Aborigines abstammt. Nachdem er in jungen Jahren verschiedene Jobs ausgeführt hatte, schrieb er sich im Jahre 1986 in das Queensland College of Art in Brisbane ein und schloss das Kunststudium 1988 als Bachelor of Arts (Fine Arts) ab. Bereits 1991 wurde er der erste Künstler der Aborigines, der den hoch dotierten „Moët & Chandon“-Preis für junge Künstler in Australien gewann.

## Werk
Bennett arbeitete sowohl als Maler und Fotograf als auch als Hersteller von Druckwerken, Videos, Performances und Installationen.
Aufsehen erregte er in seiner Ausstellung in Melbourne, die den Titel Colonial/Post-colonial trug, bei der er ein Werk mit einem betrunkenen Weißen zeigte, dessen Hunde einen Aborigine töten.
Gordon Bennett malte kritische Bilder zur Geschichte Australiens und setzte sich mit der britischen Kolonisation auseinander. Gordon Bennetts erste Ausstellung im Jahre 1989 machte ihn als Künstler international bekannt, da er den komplizierten Weg historischer Darstellung mit den Fragen von kultureller und persönlicher Identität verband. Dabei betrachtete er auch die koloniale Vergangenheit und die postkoloniale Gegenwart. Er gab keine Interviews oder Erklärungen zu seinen Bildern, sondern sagte, dass die Kunst für sich selbst spricht.
Obwohl er eine Vielzahl von Malstilen anwendete, sei es Schraffur, Dot-Painting (Punkte-Malerei) oder Graffiti, entwickelte er seinen eigenen Stil weiter. Der Irak-Krieg und die Terrortat vom 11. September in New York inspirierten ihn zu einer Weiterentwicklung seines Stils: Im Jahre 2003 zeigte er erstmals eine Camouflage-Serie in Bildern, die für ihn stilprägend wurde. Im Jahre 1999 begann er eine Pop-Art-Ausstellung unter dem Namen John Citizen, dem australischen Mister Durchschnitt, zu machen.
Seit 1989 nahm er an mehr als 50 nationalen und internationalen Einzelausstellungen teil. Seine Bilder wurden auf der Biennale in Sydney, Venedig, Kwangju, Shanghai und Kuba, in den Vereinigten Staaten von Amerika, Großbritannien, Deutschland, Österreich, Tschechien (Prag), Italien, Dänemark, Kanada, Südafrika und Japan gezeigt.